# اکرم زوی
اکرم زوی (عربی: أكرم زوي؛ زادهٔ ۲۴ دسامبر ۱۹۹۱) بازیکن فوتبال اهل لیبی است.
وی همچنین در تیم ملی فوتبال لیبی بازی کرده‌است.